# Тиф (рассказ)
«Тиф» — рассказ Антона Павловича Чехова. Написан в 1887 году, впервые опубликован в 1887 году в «Петербургской газете» № 80 от 23 марта в отделе «Летучие заметки» с подписью А. Чехонте.

## История
Замысел рассказа связан с поездкой Чехова в Петербург. Брат Чехова, Александр, вызвал туда писателя для лечения жены, больной тифом. Чехов писал М. В. Киселевой: «Петербург произвел на меня впечатление города смерти. Въехал я в него с напуганным воображением, встретил на пути два гроба, а у братца застал тиф. От тифа поехал к Лейкину и узнал, что „только что“ лейкинский швейцар на ходу умер от брюшного тифа. Еду на выставку, там, как назло, попадаются всё дамы в трауре».

## Публикации
Рассказ был написан в 1887 году, впервые опубликован в 1887 году в «Петербургской газете» № 80 от 23 марта в отделе «Летучие заметки» с подписью А. Чехонте, в 1888 году печатался в сборнике «Рассказы», вошёл в издание А. Ф. Маркса. Для сборника «Рассказы» автор внес в рассказ поправки.
При жизни Чехова рассказ переводился на английский, болгарский, венгерский, немецкий, сербскохорватский, словацкий, финский, французский и чешский языки.

## Персонажи
- Климов, молодой поручик.
- Катя, сестра Климова, восемнадцатилетняя девушка.
- Доктор, плотный чернобородый человек.
- Тётка, жила с Климовым.
- Чухонец, надоедливый пожилой иностранец, курящий трубку в поезде.

## Сюжет
Рассказ начинается с описания поездки молодого поручика Климова в почтовом поезде из Петербурга в Москву. Он чувствовал себя ненормально, во рту было сухо, в голове стоял туман, мысли бродили как бы вне черепа. Рядом с ним в вагоне сидел человек — чухонец или швед. Климов рассуждал, какой это «противный народ. Занимают только на земном шаре место. К чему они?» Он ещё хотел подумать «о французах и итальянцах, но воспоминание об этих народах вызывало в нём представление почему-то только о шарманщиках, голых женщинах и заграничных олеографиях». Чухонец было пытался с ним поговорить, но офицер сослался на болезнь.
Когда поезд приехал, офицер нанял извозчика и приехал домой. К нему вызвали доктора, но ему становилось все хуже. Сестра молилась за его выздоровление. Прошло несколько дней. Климов очнулся от забытья, ему стало получше. Тетка сказала, что у него был сыпной тиф. Тогда он стал искать сестру Катю, но выяснилось, что она заразилась от Климова тифом и умерла. От этого сообщения радость выздоровления у поручика сменилась чувством невозвратной потери.

## Критика
Критику Д. П. Голицыну рассказ понравился. Он писал в письме автору: «Прочитал я в первый раз, на днях, Ваш рассказ „Тиф“ и должен Вам сказать, что это — вещь превосходная. Вообще, насколько я понимаю, у Вас замечательный дар на „сюжеты“, и оригинальные темы так и кишат в Вашей голове».
В. А. Тихонов считал произведение одним из самых глубоких Чехова: «Человек, постигнувший красоты „Святой ночи“, может быть ещё только поэтом, полным вдохновения, чутким, нежным, но поэтом. Глубокий и тонкий наблюдатель поймет „Врагов“ и „Ведьму“ и мн‹огое› другое. Созерцатель не бесследно проедет по „Степи“. Психолог и „На пути“ и „Дома“ проследит за каждым извивом души человеческой. Психопатолог перестрадает и „Тиф“ и „Припадок“».
И. А. Бунин, отмечая глубину психологического анализа, относил рассказ к лучшим произведением Чехова. Он отмечал: «Конечно, работа врача ему очень много дала в этом отношении».
Среди отрицательных отзывов — мнение критика К. К. Арсеньева, который относил рассказ к тем произведениям, которые «слишком бедны и содержанием, и отдельными красотами, составляющими иногда главную силу очерков г. Чехова».
Критик К. Говоров считал, что задачей Чехова был показ «перипетий выздоровления». Эта задача оказалась для писателя «детской». Критик Медведский обнаружил «полную неспособность автора к психологии».